# Clara Montalba

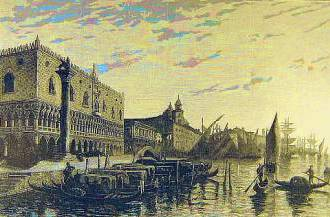
Venedig, av Clara Montalba.

Clara Fredrika Montalba, född 2 augusti 1840 i Cheltenham, Storbritannien, död 13 augusti 1929 i Venedig, var en brittisk konstnär. 
Hon var dotter till Anthony Montalba och Emeline Davies samt syster till Henriette Montalba. Av de fyra systrarna Montalba, som alla målade, blev Clara den mest framgångsrika. Montalba studerade konst för Eugène Isabey i Paris och senare på Accademia di Belle Arti i Venedig. 1866 ställde hon ut på Royal Academy och gjorde succé vid Old Watercolour Society, där hon senare blev ledamot. Sitt internationella erkännande fick hon genom sina europeiska och amerikanska utställningar, exempelvis på The Royal Academy under en sommarutställning och hon medverkade i världsutställningen i Paris 1889 där hon tilldelades ett hedersomnämnande. Hon blev främst känd för sina vattenfärgsverk, ofta föreställandes fiskebåtar, kustscener och Venedig. Hennes tyngdpunkt låg i akvareller och de med venetianska motiv räknas som hennes främsta arbeten. Vincent van Gogh skriver till sin bror Theo 1881, hur imponerad han är av Claras arbete och att hennes stil påminner om Charles Rochussen. Clara Montalba hjälpte även kvinnliga konstnärer som Helen Allingham och Kate Greenaway med deras vattenfärgstekniker. Hon uppehöll kontakten med sin faders hemland genom att periodvis vistas här och ställa ut sin konst. Hon medverkade med tre akvareller i Föreningen Svenska Konstnärinnors debututställning på Konstakademien i Stockholm 1911. Montalba är representerad vid Antwerpen museum, Bryssel museum, Leeds museum och Norwich museum.